# Notre-Dame-de-la-Mer
Notre-Dame-de-la-Mer é uma comuna francesa na região administrativa da Ilha de França, no departamento de Yvelines. Estende-se por uma área de 8.92 km². Em 2010 a comuna tinha 684 habitantes (densidade: 76,7 hab./km²).
Foi criada em 1 de janeiro de 2019, após a fusão das antigas comunas de Jeufosse (a sede) e Port-Villez.